# New York Air Brake
New York Air Brake (NYAB) ist ein amerikanischer Hersteller von Schienenfahrzeugteilen, insbesondere von Druckluftbremsen. Das Unternehmen ist seit 1991 eine Tochtergesellschaft von Knorr-Bremse.
Produktionsstandorte:
- China Grove, North Carolina
- Kingston, Ontario, Kanada
- Watertown, New York
- West Chicago, Illinois (Anchor Brake Shoe Company)

## Geschichte
Der Vorgänger der NYAB war die 1876 gegründete Eames Vacuum Brake Company. 1890 wurde sie als New York Air Brake inkorporiert. Bis 1912 stand das Unternehmen in intensivem Wettbewerb zu der Westinghouse Air Brake Company. Im Ersten und Zweiten Weltkrieg dominierte die Rüstungsproduktion. 1967 fusionierte NYAB mit General Signal und am 1. Januar 1991 übernahm Knorr-Bremse das Unternehmen. 1993 wechselte das Unternehmen von Steuerventilen Bauart Westinghouse zu Steuerventilen vom Typ DB-60.